# جوزيف ميناركزيك
جوزيف ميناركزيك (بالبولندية: Józef Młynarczyk) (مواليد 20 سبتمبر 1953) هو لاعب كرة قدم. يلعب مع منتخب بولندا لكرة القدم. سبق له أن لعب في كأس العالم لكرة القدم مع منتخب بلاده.

## روابط خارجية
- جوزيف ميناركزيك على موقع الاتحاد الدولي (مؤرشف)  (الإنجليزية)
- جوزيف ميناركزيك على موقع الاتحاد الأوربي (الإنجليزية)
- جوزيف ميناركزيك على موقع قاعدة بيانات كرة القدم.إي يو (الإنجليزية)
- جوزيف ميناركزيك على موقع ليكيب (الفرنسية)
- جوزيف ميناركزيك على موقع ناشيونال فوتبول تيمز (الإنجليزية)
- جوزيف ميناركزيك على موقع عالم كرة القدم.نت (الإنجليزية)